# Josué Tiendrébéogo
Wendkuuni Josué Tiendrébéogo (21 novembre 2002) è un calciatore burkinabé, centrocampista dell'Annecy e della nazionale burkinabé.

## Carriera

### Club
Tiendrébéogo è cresciuto nel settore giovanile del Majestic, dove ha debuttato nel corso della stagione 2020-2021 di Première Division.
Nel 2024 è stato acqusitato a titolo definitivo dall'Annecy, club della seconda divisione francese, con cui ha debuttato il 23 agosto nell'incontro di Ligue 2 perso 4-2 contro il Martigues. Ha segnato il suo primo gol una settimana più tardi nell'incontro pareggiato 1-1 contro il Caen.

### Nazionale
Nel novembre del 2024 ha ricevuto la prima convocazione con la nazionale burkinabé, con cui ha debuttato il 14 novembre nell'incontro di qualificazione per la Coppa d'Africa 2025 perso 1-0 contro il Senegal.
Il 21 marzo 2025 realizza la sua prima rete per la selezione burkinabé nel successo per 4-1 contro Gibuti.

## Statiatiche

### Presenze e reti nei club
Statistiche aggiornate al 17 novembre 2024.
| Stagione        | Squadra         | Campionato      | Campionato | Campionato | Coppe nazionali | Coppe nazionali | Coppe nazionali | Coppe continentali | Coppe continentali | Coppe continentali | Altre coppe | Altre coppe | Altre coppe | Totale | Totale | Totale |
| Stagione        | Squadra         | Comp            | Pres       | Reti       | Comp            | Pres            | Reti            | Comp               | Pres               | Reti               | Comp        | Pres        | Reti        | Pres   | Reti   |        |
| --------------- | --------------- | --------------- | ---------- | ---------- | --------------- | --------------- | --------------- | ------------------ | ------------------ | ------------------ | ----------- | ----------- | ----------- | ------ | ------ | ------ |
| 2020-2021       | Majestic        | PD              | 25         | 0          | -               | -               | -               | -                  | -                  | -                  | -           | -           | -           | 25     | 0      |        |
| 2021-2022       | Majestic        | PD              | 24         | 3          | -               | -               | -               | -                  | -                  | -                  | -           | -           | -           | 24     | 3      |        |
| 2022-2023       | Majestic        | PD              | 22         | 3          | -               | -               | -               | -                  | -                  | -                  | -           | -           | -           | 22     | 3      |        |
| 2023-2024       | Majestic        | PD              | 25         | 10         | -               | -               | -               | -                  | -                  | -                  | -           | -           | -           | 25     | 10     |        |
| Totale Majestic | Totale Majestic | Totale Majestic | 96         | 16         |                 | -               | -               |                    | -                  | -                  |             | -           | -           | 96     | 16     |        |
| 2024-2025       | Annecy          | L2              | 9          | 1          | CF              | 0               | 0               | -                  | -                  | -                  | -           | -           | -           | 9      | 1      |        |
| Totale carriera | Totale carriera | Totale carriera | 105        | 17         |                 | 0               | 0               |                    | -                  | -                  |             | -           | -           | 105    | 17     |        |

### Cronologia presenze e reti in nazionale
| Cronologia completa delle presenze e delle reti in nazionale ― Burkina Faso | Cronologia completa delle presenze e delle reti in nazionale ― Burkina Faso | Cronologia completa delle presenze e delle reti in nazionale ― Burkina Faso | Cronologia completa delle presenze e delle reti in nazionale ― Burkina Faso | Cronologia completa delle presenze e delle reti in nazionale ― Burkina Faso | Cronologia completa delle presenze e delle reti in nazionale ― Burkina Faso | Cronologia completa delle presenze e delle reti in nazionale ― Burkina Faso | Cronologia completa delle presenze e delle reti in nazionale ― Burkina Faso |
| Data                                                                        | Città                                                                       | In casa                                                                     | Risultato                                                                   | Ospiti                                                                      | Competizione                                                                | Reti                                                                        | Note                                                                        |
| --------------------------------------------------------------------------- | --------------------------------------------------------------------------- | --------------------------------------------------------------------------- | --------------------------------------------------------------------------- | --------------------------------------------------------------------------- | --------------------------------------------------------------------------- | --------------------------------------------------------------------------- | --------------------------------------------------------------------------- |
| 14-11-2024                                                                  | Bamako                                                                      | Burkina Faso                                                                | 0 – 1                                                                       | Senegal                                                                     | Qual. Coppa d'Africa 2025                                                   | -                                                                           | 64’                                                                         |
| 18-11-2024                                                                  | Lilongwe                                                                    | Malawi                                                                      | 3 – 0                                                                       | Burkina Faso                                                                | Qual. Coppa d'Africa 2025                                                   | -                                                                           | 75’                                                                         |
| 21-3-2025                                                                   | El Jadida                                                                   | Burkina Faso                                                                | 4 – 1                                                                       | Gibuti                                                                      | Qual. Mondiali 2026                                                         | 1                                                                           | 78’                                                                         |
| 24-3-2025                                                                   | Bissau                                                                      | Guinea-Bissau                                                               | 1 – 2                                                                       | Burkina Faso                                                                | Qual. Mondiali 2026                                                         | -                                                                           | 79’                                                                         |
| 2-6-2025                                                                    | Radès                                                                       | Tunisia                                                                     | 2 – 0                                                                       | Burkina Faso                                                                | Amichevole                                                                  | -                                                                           | 69’                                                                         |
| Totale                                                                      |                                                                             | Presenze                                                                    | 5                                                                           |                                                                             | Reti                                                                        | 1                                                                           |                                                                             |